# Kjell Espmark
Kjell Espmark (Strömsund, 1930 – 18 de setembro de 2022) foi um escritor e historiador literário sueco, especialista de lírica modernista.
Serviu como membro da Academia Sueca de 1961 a 2022.

## Academia Sueca
Espmark ocupou a cadeira 16 da Academia Sueca de 1961 a 2022.

## Obras do autor
- Mordet på Benjamin (1956)
- Världen genom kameraögat (1958)
- Mikrokosmos (1961)
- Livsdyrkaren Artur Lundkvist : studier i hans lyrik till och med Vit man (1964)
- Det offentliga samtalet (1968)
- Harry Martinson erövrar sitt språk : en studie i hans lyriska metod 1927-1934 (1970)
- Samtal under jorden (1972)
- Det obevekliga paradiset (1975)
- Att översätta själen : en huvudlinje i modern poesi - från Baudelaire till surrealismen (1975)
- Sent i Sverige (1976)
- Själen i bild : en huvudlinje i modern svensk poesi (1977) [1]
- Försök till liv (1979)
- Elias Wessén : inträdestal i Svenska akademien (1981)
- Tecken till Europa (1982)
- Resans formler: en studie i Tomas Tranströmers poesi (1983)
- Den hemliga måltiden (1984)
- Dialoger (1985)
- Glömskan (1987)
- Missförståndet (1989)
- Föraktet (1991)
- När vägen vänder (1992)
- Lojaliteten (1993)
- Hatet (1995)
- Revanschen (1996)
- Glädjen (1997)
- Det andra livet (1998)
- Glömskans tid (1999) [2]
- De levande har inga gravar (2002)
- Utanför kalendern (2003)
- Harry Martinson - mästaren (2005)
- Motvilliga historier (2006)
- Vintergata (2007)
- Albatrossen på däcket (2008)
- Minnena ljuger [3]
- Det enda nödvändiga : dikter 1956-2009 (2010)
- Marx i London och andra pjäser (2011) [4]
- Lend Me Your Voice (2011), poesia, tradução inglesa por Robin Fulton
- I vargtimmen (2012) [5]
- Outside the Calendar (2012), poesia, tradução inglesa por Robin Fulton

## Prémios
- Prémio Bellman (1985)